# Edwin Ávila
Edwin Alcibiades Ávila Vanegas (Cali, Valle del Cauca, 21 de noviembre de 1989) es un ciclista colombiano de pista y ruta.
En marzo de 2011, durante el Campeonato Mundial de Ciclismo en Pista realizado en Apeldoorn, Países Bajos, ganó la prueba por puntos. Es el tercer corredor de pista colombiano en ganar un título mundial después de Martín Emilio Rodríguez en 1971 y María Luisa Calle en 2006 y el primero en ganar el título mundial dos veces (2011-2014). Dentro de las competencias de ciclismo en ruta, en 2016 fue ganador de la medalla de oro del Campeonato de Colombia de Ciclismo en Ruta.
El 12 de julio de 2021 fue suspendido de manera provisional tras haber dado positivo en un control antidopaje el 31 de mayo del mismo año. En febrero del año siguiente fue sancionado sin poder competir hasta el 12 de julio de 2024.

## Biografía
Edwin Ávila nació en la ciudad de Cali y se inició en el ciclismo seis años atrás. Actualmente representa los colores de la liga de ciclismo de Bogotá. En 2007, ganó junto a su compatriota Jaime Ramírez la medalla de bronce en la Americana en la categoría júnior en Aguascalientes. En 2010, en el Campeonato Panamericano de Ciclismo 2010 en Aguascalientes, México, hizo parte del equipo nacional de persecución que batió el récord para la distancia, en ese entonces bajando por primera vez de los cuatro minutos. 
En 2011, en el Prueba por puntos en el Campeonato Mundial de Ciclismo en pista 2011, batió al doble campeón y defensor del título, el gran favorito, el australiano Cameron Meyer. Durante la competencia fue el único en tomar una vuelta al pelotón, aprovechándose de la disminución de velocidad de los otros corredores después del sexto sprint, ganado por Meyer, para tomar esta ventaja decisiva en el trascurso de unas pocas vueltas. Después se las arregla para mantener esta ventaja a pesar de los incesantes ataques, en ocasiones con la ayuda del chileno Luis Fernando Sepúlveda. Ávila, además de los 20 puntos obtenidos por tomar una vuelta al pelotón, sumó 5 puntos en el 7.º y el 14.º sprints, 1 punto en el 11.º y 2 puntos en el 13.º Al final venció en la prueba con 33 puntos, adelante de Meyer por 8 puntos.
En 2014, en la Prueba por puntos en el Campeonato Mundial de Ciclismo en pista 2014 realizado en Cali, Colombia gana la medalla de oro logrando su segundo título mundial, competencia con la que se cerró el tercer día de programación del Campeonato Mundial UCI de Pista, Categoría Élite.
Con 160 vueltas (40 km) al velódromo Alcides Nieto Patiño de Cali, Ávila solo se dejó ver en la disputa de los sprints 3, 5 y 7 en los que sumó 7 puntos, su real interés estuvo en ir por la búsqueda de una vuelta de ventaja y los 20 puntos que se otorgan por esa situación de carrera, hecho que no solo logró en una ocasión, si no también en dos ocasiones más, la primera junto a otros cinco corredores, la segunda y que fue la gran clave para su éxito la realizó de manera solitario, y por último cuando restaban 20 giros, la que se dio gracias a que ya se había enfocado en la labor de marcaje a sus dos principales rivales, el neozelándes Tom Scully y el español Eloy Teruel, para terminar en meta con 70 puntos que le dieron el Campeonato Mundial.
Después de correr por dos temporadas en el ciclismo de ruta para el desaparecido equipo ciclista colombiano de categoría Profesional Continental el Team Colombia, Edwin pasa a correr en el equipo estadounidense el Team Illuminate, donde para el año 2016 se proclamó como campeón del Campeonato de Colombia de Ciclismo en Ruta.

## Palmarés en Pista

### Campeonatos del mundo
- 2011
  -  Campeón del mundo en la prueba por puntos.[9]

- 2014
  -  Campeón del mundo en la prueba por puntos.[11]

### Copa del mundo
- 2008-2009
  -  3.º en persecución por equipos en Cali (con Arles Castro, Juan Esteban Arango y Alexander González).

- 2009-2010
  -  1.º en persecución por equipos en Cali (con Arles Castro, Juan Esteban Arango y Weimar Roldán).

- 2010-2011
  -  2.º en persecución por equipos en Cali (con Arles Castro, Juan Esteban Arango y Weimar Roldán).

### Juegos Suramericanos
- Medellín 2010
  -  Medalla de oro en persecución por equipos
  -  Medalla de plata en la carrera por puntos

### Campeonatos panamericanos
- Montevideo 2008
  -  Medalla de oro en persecución por equipos
- Aguascalientes 2010
  -  Medalla de oro en persecución por equipos
- Medellín 2011
  -  Medalla de oro en persecución por equipos
  -  Medalla de oro en la carrera por puntos
  -  Medalla de plata en la Americana
- Trinidad y Tobago 2017
  -  Medalla de bronce en la carrera por puntos
  -  Medalla de bronce en la Americana

### Juegos de América Central y del Caribe
- Mayagüez 2010
  -  Medalla de oro en persecución por equipos
  -  Medalla de plata en persecución individual
- Barranquilla 2018
  -  Medalla de Oro en Ómnium
  -  Medalla de Plata en Madison (junto con Juan Esteban Arango)
  -  Medalla de Bronce en Persecución por equipos (junto con Juan Esteban Arango, Marvin Angarita y Carlos Tobón)

## Palmarés en Ruta
2016
- Campeonato de Colombia en Ruta

2017
- 2 etapas del Tour de Taiwán
- 1 etapa del Tour de Azerbaiyán
- 1 etapa del Tour de Sibiu

2018
- 1 etapa del Tour de Taiwán

2019
- 1 etapa del Tour de Ruanda
- Gran Premio Internacional de Fronteras y la Sierra de la Estrella, más 1 etapa

## Resultados en Grandes Vueltas y Campeonatos del Mundo
Durante su carrera deportiva ha conseguido los siguientes puestos en las Grandes Vueltas y en los Campeonatos del Mundo:
| Carrera         | Carrera         | 2013  | 2014  | 2015 | 2016 | 2017 | 2018 | 2019 | 2020 | 2021 |
| --------------- | --------------- | ----- | ----- | ---- | ---- | ---- | ---- | ---- | ---- | ---- |
|                 | Giro de Italia  | 164.º | F. c. | —    | —    | —    | —    | —    | —    | —    |
|                 | Tour de Francia | —     | —     | —    | —    | —    | —    | —    | —    | —    |
|                 | Vuelta a España | —     | —     | —    | —    | —    | —    | —    | —    | —    |
| Mundial en Ruta | Mundial en Ruta | —     | —     | Ab.  | —    | —    | —    | —    | —    | —    |

—: no participa

Ab.: abandono

F. c.: descalificado por "fuera de control"

## Equipos
- Colombia (2013-2015)
- Team Illuminate (2016-2017)
- Israel Cycling Academy (2018-2019)
- Israel Cycling Academy (2020)
- Burgos-BH[12] (2021)